# 1366
Пізнє Середньовіччя •  Відродження •  Реконкіста •  Ганза •  Авіньйонський полон пап •  Монгольська імперія •  Столітня війна

## Геополітична ситуація
Імператором Візантії є Іоанн V Палеолог (до 1376), османських турків очолює султан Мурад I (до 1389). Карл IV Люксембург має титул імператора Священної Римської імперії (до 1378). Королем Франції є Карл V Мудрий (до 1380).
Апеннінський півострів розділений: північ належить Священній Римській імперії, середню частину займає Папська область, південь належить Неаполітанському королівству. Деякі міста півночі: Венеція, Піза, Генуя тощо, мають статус міст-республік. Триває боротьба гвельфів та гібелінів.
Майже весь Піренейський півострів займають християнські Кастилія і Леон, де править Енріке II (до 1367), Арагонське королівство та Португалія, під владою маврів залишилися тільки землі на самому півдні. Едуард III королює в Англії (до 1377), Королем Швеції є Альбрехт Мекленбурзький (до 1389). У Польщі королює Казимир III (до 1370). У Литві княжить Ольгерд (до 1377).
Руські землі перебувають під владою Золотої Орди. Триває війна за галицько-волинську спадщину між Польщею та Литвою. Польський король Казимир III захопив Галичину, литовський князь Ольгерд — Волинь.
У Києві княжить Володимир Ольгердович (до 1394). Ярлик на володимирське князівство має московський князь Дмитро Донський (до 1389).
Монгольська імперія займає більшу частину Азії, але вона розділена на окремі улуси, що воюють між собою. У Китаї, зокрема, править монгольська династія Юань. У Єгипті владу утримують мамлюки. Мариніди правлять у Магрибі. Делійський султанат є наймогутнішою державою Індії. В Японії триває період Муроматі.
Цивілізація мая переживає посткласичний період. Почали зароджуватися цивілізація ацтеків та інків.

## Події
- Литва та Польща уклали між собою новий мирний договір, за яким Волинь відходила до Польщі, а Підляшшя до Литви.
- Московський князь Дмитро Донський та суздальський князь Дмитро Костянтинович уклали між собою мир.
- Скинувши свого звідного брата Педро Жорстокого, королем Кастилії та Леону проголосив себе Енріке II.
- В Ірландії прийнято Кілкеннійські статути — спроба корони Англії утвердити свою владу в Ірландії — з метою ірландизації нормано-іберійців.
- Англійський парламент скасував рішення короля Іоанна Безземельного від 1213 року проголосити себе васалом Церкви.
- Савойський граф Амадей VI прийшов на допомогу Візантії у війні проти болгар та турків.
- Місто Едірне, перейменоване з Андріанаполя, стало столицею Османської імперії.
- Уперше згадується броварня Den Horen у Левені, де почали варити пиво Stella Artois.
- Очільник повстання червоних пов'язок Чжу Юаньчжан почав зводити мури навколо Нанкіна.
- У Самарканді придушено народне повстання, одним з очільників якого був Абу Бекр Келеві.